# Prohimerta annamensis
Prohimerta annamensis är en insektsart som beskrevs av Morgan Hebard 1922. Prohimerta annamensis ingår i släktet Prohimerta och familjen vårtbitare. Inga underarter finns listade i Catalogue of Life.